# Гронув (Нижньосілезьке воєводство)
Гронув (пол. Gronów, нім. Gruna) — село в Польщі, у гміні Зґожелець Зґожелецького повіту Нижньосілезького воєводства.
Населення — 336 осіб (2011).
У 1975-1998 роках село належало до Єленьогурського воєводства.

## Демографія
Демографічна структура станом на 31 березня 2011 року:
|          | Загалом | Допрацездатний вік | Працездатний вік | Постпрацездатний вік |
| -------- | ------- | ------------------ | ---------------- | -------------------- |
| Чоловіки | 164     | 35                 | 117              | 12                   |
| Жінки    | 172     | 47                 | 102              | 23                   |
| Разом    | 336     | 82                 | 219              | 35                   |